# Humberto Maschio
 Humberto Maschio  (Avellaneda, 20 februari 1933 – 20 augustus 2024) was een Italiaans-Argentijns voetballer en voetbaltrainer.
Maschio begon zijn profcarrière bij Quilmes en maakte in 1954 de overstap naar Racing. In 1956 begon hij ook als international en hij was topscorer op de Copa América 1957, die Argentinië won. In 1957 verkaste hij naar het Italiaanse Bologna. In deze tijd mochten internationals niet in andere competities spelen waardoor hij niet meer voor het nationale elftal kon spelen. In 1960 ging hij voor Atalanta spelen, waar hij furore maakte. In 1962 maakte hij de overstap naar Inter Milaan. Echter was zijn carrière daar kort door conflicten met trainer Helenio Herrera. Na nog enkele seizoenen bij Fiorentina maakte hij zijn carrière af bij Racing.
Door zijn Italiaanse afkomst mocht hij ook voor het Italiaanse nationale elftal spelen. Hij werd geselecteerd voor het WK in 1962. Hij speelde er twee wedstrijden, waaronder de erg beladen en beruchte wedstrijd tegen Chili, die ook weleens de Battle of Santiago wordt genoemd. De Chileen Leonel Sánchez brak zelfs de neus van Maschio en werd niet van het veld gestuurd.
Maschio overleed op 20 augustus 2024 op 91-jarige leeftijd.

## Erelijst
Internazionale
- Serie A: 1962/63

 Fiorentina
- Coppa Italia: 1965/66

 Racing Club
- Primera División: 1966
- Copa Libertadores: 1967
- Wereldbeker voor clubteams: 1967

 Argentinië
- Copa América: 1957
- Pan-Amerikaanse Spelen: 1955

Als trainer
 Independiente
- Copa Libertadores: 1973
- Copa Interamericana: 1973